# Dainius Adomaitis
Dainius Adomaitis (Šakiai, 19 de janeiro de 1974) é um ex-basquetebolista profissional lituano que atualmente é treinador, sendo o Neptūnas Klaipedas na Liga Lituana de Basquetebol seu último clube.
Em sua carreira como jogador na Seleção Lituana de Basquetebol conquistou a Medalha de Bronze nos Jogos Olímpicos de Verão de 2000 em Sydney atuando como Ala.